# Nela Eržišnik
Nela Eržišnik (rojena kot Nevenka Maras), hrvaška humoristka; * 18. junij 1922, Banja Luka, Bosna in Hercegovina, † 14. avgust 2007, Volosko (Hrvaška).

## Življenjepis
Nela Eržišnik se je rodila v Banja Luki, mladost pa je preživela v Gospiću in Otočcu. Leta 1935 se je z družino preselila v Zagreb, kjer je končala gimnazijo. Leta 1948 je končala študij igre.

### Igralska kariera
Svojo gledališko igralsko kariero je pričela v Hrvaškem narodnem gledališču v Zagrebu, leta 1953 pa je odšla v Zagrebško dramsko gledališče (kasneje imenovano Gledališče »Gavella«). 
Kot filmska igralka je nastopala v 50-ih in 60. letih ter nastopila med drugim v filmih Sinji galeb, Jubilej gospodina Ikla, Ne okreći se sine, Svoga tela gospodar (1957), Samo ljudi (1957), H-8, Signali nad gradom, Martin u oblacima (1961), Breza (1967).

### Kot humoristka
Kot humoristka je Nela Eržišnik zaslovela z vlogo Marice Hrdalo, ki je kot enostavna ženska komentirala dogodke v državi in svetu.
1. ↑  Freebase Data Dumps — Google.
2. ↑  Person Profile // Internet Movie Database — 1990.